# Hyalella araucana
Hyalella araucana is een vlokreeftensoort uit de familie van de Hyalellidae. De wetenschappelijke naam van de soort is voor het eerst geldig gepubliceerd in 1999 door Grosso & Peralta.